# Tephrosia brummittii
Tephrosia brummittii là một loài thực vật có hoa trong họ Đậu. Loài này được Schrire miêu tả khoa học đầu tiên.